# Hixtape, Vol. 1
Hixtape, Vol. 1 ist das erste Mixtape des US-amerikanischen Country-Sängers Hardy. Das Mixtape erschien am 13. September 2019 über Big Loud.

## Entstehung
Michael Wilson Hardy hatte im Oktober 2018 und Januar 2019 zwei EPs veröffentlicht und plante als Nächstes eine weitere EP mit vier Titeln, auf denen er mit verschiedenen Gastsängern zusammenarbeiten wollte. Als er jedoch mehr und mehr Zusagen für das Projekt erhielt, wurde aus der geplanten EP ein Mixtape mit zehn Liedern. Nach dem Erfolg des Liedes God’s Country, welches Michael Wilson Hardy für Blake Shelton geschrieben hat, erhielt Hardy einige Anfragen von Künstlern, die an dem Projekt teilnehmen wollten. Insgesamt wurden 16 Countrysänger/-innen sowie der Rock-Gitarrist Zakk Wylde verpflichtet. Für das Lied One Beer wurde ein Musikvideo gedreht. Rückblickend bezeichnete Hardy das Hixtape, Vol. 1 als reines Spaßprojekt über das Feiern. Das Lied One Beer ist auch auf Hardys Debütalbum A Rock zu hören.

## Titelliste
| Nr. | Titel                        | Gastsänger                      | Länge |
| --- | ---------------------------- | ------------------------------- | ----- |
| 1   | Boy from the South           | Cole Swindell, Dustin Lynch     | 3:05  |
| 2   | He Went to Jared             | Morgan Wallen                   | 3:33  |
| 3   | Redneck Tendencies           | Trace Adkins, Joe Diffie        | 2:52  |
| 4   | Nothin’ Out Here             | Thomas Rhett                    | 3:34  |
| 5   | My Kinda Livin               | Hunter Phelps, Jameson Rodgers  | 3:19  |
| 6   | No Place Like Hometown       | Keith Urban, Hillary Lindsey    | 4:01  |
| 7   | Something a Lil’ Stronger    | Mitchell Tenpenny, Jon Langston | 3:17  |
| 8   | What They Make Backroads For | Tracy Lawrence, Jake Owen       | 3:18  |
| 9   | Turn You On                  | Morgan Wallen, Zakk Wylde       | 2:35  |
| 10  | One Beer                     | Lauren Alaina, Devin Dawson     | 2:53  |

## Rezeption

### Rezensionen
Erica Zisman vom Onlinemagazin Country Swag beschrieb das Mixtape als „wahrhaft frischen Wind“. Hardy hätte damit „ein innovatives Projekt abgeliefert“, bei dem „jedes einzelne Lied auch als Single funktionieren könnte“. Laut Nick Tressler vom Onlinemagazin Raised Rowdy ist das Mixtape gefüllt mit kreativen Wortspielen. Mit der Veröffentlichung eines Mixtapes in einem traditionell ausgerichteten Genre wie Country-Musik würden Hardy und sein Plattenlabel „Grenzen sprengen“.

### Charts und Chartplatzierungen
| ChartsChartplatzierungen               | Höchstplatzierung | Wochen |
| -------------------------------------- | ----------------- | ------ |
| Vereinigte Staaten (Billboard Country) | 35 (10 Wo.)       | 10     |

### Auszeichnungen für Musikverkäufe
Die Single One Beer erhielt in den Vereinigten Staaten und Kanada jeweils Doppelplatin. Die Single He Went to Jared erhielt in den Vereinigten Staaten Gold.